# Grand Prix de duathlon
Le Grand Prix de duathlon est une compétition organisée par le Fédération française de triathlon (FFTri) depuis 1996, qui compte cinq épreuves et se déroule chaque année. Cette compétition est depuis 1998, le championnat de France des clubs de 1re division.

## Histoire
A l’instar du triathlon en 1995 et après avoir obtenu la délégation de gestion du duathlon en 1990, la Fédération française de triathlon organise depuis 1996 un Grand Prix de duathlon.
La première édition se déroule en 1996. Prévu initialement sur sept épreuves, cinq finalement composent le circuit. Le règlement des éditions 1996 et 1997 attribue uniquement un prix individuel aux duathlètes engagés sur les épreuves par l'établissement d'un classement général. À partir de 1998 est adjoint un classement par club au classement individuel, celui ne prend en compte que la catégorie masculine et la compétition prend le nom de« Grand Prix FFtri de duathlon  - Championnat de France des clubs de division une ». En 2004, le classement individuel est abandonné, les distances raccourcies et un classement club pour les femmes établit.

## Palmarès Grand Prix
Les classements s'établissent sous deux formes de 1996 à 2003.
- Uniquement individuel : 1996 - 1997 ;
- Club (uniquement pour les hommes) et individuel : 1998 - 2003 ;
- Uniquement club à partir de 2004 .

| Année | Hommes           | Hommes            | Hommes             | Femmes                  | Femmes            | Femmes                |
| Année | Médaille d'or    | Médaille d'argent | Médaille de bronze | Médaille d'or           | Médaille d'argent | Médaille de bronze    |
| ----- | ---------------- | ----------------- | ------------------ | ----------------------- | ----------------- | --------------------- |
| 1996  | François Hamon   | Christian Cazorla | Pascal Schuler     | Virginie Lafargue       | Claire Lapouble   | Sophie Cavé           |
| 1997  |                  |                   |                    |                         |                   |                       |
| 1998  | Nicolas Lebrun   |                   |                    |                         |                   | Nathalie Legron Blanc |
| 1999  | Yann Millon      |                   |                    | Edwige Pitel            |                   | Nathalie Legron Blanc |
| 2000  |                  |                   | Laurent Galinier   |                         |                   |                       |
| 2001  | Laurent Galinier |                   |                    | Isabelle Liadouze-Roume |                   |                       |
| 2002  |                  |                   |                    | Edwige Pitel            | Corinne Raux      |                       |
| 2003  |                  |                   |                    | Edwige Pitel            | Corinne Raux      |                       |

| Année | Hommes                       | Hommes                       | Hommes                   | Femmes                  | Femmes                  | Femmes                       |
| Année | Médaille d'or                | Médaille d'argent            | Médaille de bronze       | Médaille d'or           | Médaille d'argent       | Médaille de bronze           |
| ----- | ---------------------------- | ---------------------------- | ------------------------ | ----------------------- | ----------------------- | ---------------------------- |
| 1998  | Team Ouest Duathlon          |                              |                          |                         |                         |                              |
| 1999  | ESM Gonfreville l'Orcher     | Elan 91 Triathlon            | Rouen Triathlon          |                         |                         |                              |
| 2000  | ESM Gonfreville l'Orcher     | Metz Triathlon               | Rouen Triathlon          |                         |                         |                              |
| 2001  | ESM Gonfreville l'Orcher     | Mulhouse Olympique Triathlon | ES Villeneuve-Loubet     |                         |                         |                              |
| 2002  | Mulhouse Olympique Triathlon | ESM Gonfreville l'Orcher     | 93 Ram Triathlon Club    |                         |                         |                              |
| 2003  | ESM Gonfreville l'Orcher     | Mulhouse Olympique Triathlon | TC Châteauroux 36        |                         |                         |                              |
| 2004  | Mulhouse Olympique Triathlon | ESM Gonfreville l'Orcher     | ES Villeneuve-Loubet     | TC Châteauroux 36       | COT Calais Saint-Omer   | Tri Epinal Club              |
| 2005  | Mulhouse Olympique Triathlon | ESM Gonfreville l'Orcher     | Les Tritons Meldois      | TOC Cesson-Sévigné      | Lys AA TC               | TC Châteauroux 36            |
| 2006  | ESM Gonfreville l'Orcher     | Mulhouse Olympique Triathlon | Les Tritons Meldois      | TOC Cesson-Sévigné      | TC Châteauroux 36       | Les Tritons Meldois          |
| 2007  | ESM Gonfreville l'Orcher     | CT Marville 55               | Sables Vendée            | OMS Issy-les-Moulineaux | TC Châteauroux 36       | TOC Cesson-Sévigné           |
| 2008  | ESM Gonfreville l'Orcher     | Mulhouse Olympique Triathlon | Sables Vendée            | TOC Cesson-Sévigné      | OMS Issy-les-Moulineaux | COT Calais Saint-Omer        |
| 2009  | CT Marville 55               | Mulhouse Olympique Triathlon | Sables Vendée            | TOC Cesson-Sévigné      | OMS Issy-les-Moulineaux | COT Calais Saint-Omer        |
| 2010  | CT Marville 55               | Metz Triathlon               | ESM Gonfreville l'Orcher | OMS Issy-les-Moulineaux | TOC Cesson-Sévigné      | COT Calais Saint-Omer        |
| 2011  | Vitrolles triathlon          | CT Marville 55               | ESM Gonfreville l'Orcher | OMS Issy-les-Moulineaux | Tri Sud 18              | TOC Cesson-Sévigné           |
| 2012  | CT Marville 55               | Vitrolles triathlon          | Metz Triathlon           | OMS Issy-les-Moulineaux | Metz Triathlon          | Chartres Métropole Triathlon |
| 2013  | Metz Triathlon               | ESM Gonfreville l'Orcher     | Vitrolles triathlon      | OMS Issy-les-Moulineaux | Metz Triathlon          | Chartres Métropole Triathlon |
| 2014  | ESM Gonfreville l'Orcher     | Metz Triathlon               | COT Calais Saint-Omer    | OMS Issy-les-Moulineaux | Metz Triathlon          | COT Calais Saint-Omer        |
| 2015  | ESM Gonfreville l'Orcher     | Metz Triathlon               | Les Tritons Meldois      | OMS Issy-les-Moulineaux | Metz Triathlon          | Rennes Triathlon             |
| 2016  | ESM Gonfreville l'Orcher     | Metz Triathlon               | Evreux Triathlon         | Metz Triathlon          | OMS Issy-les-Moulineaux | COT Calais Saint-Omer        |
| 2017  | Metz Triathlon               | ESM Gonfreville l'Orcher     | Evreux Triathlon         | Issy triathlon          | Les Tritons Meldois     | Metz Triathlon               |
| 2018  | Metz Triathlon               | ESM Gonfreville l'Orcher     | Noyon Triathlon          | Stade Français          | Issy triathlon          | Les Tritons Meldois          |
| 2019  | Metz Triathlon               | ESM Gonfreville l'Orcher     | Team Noyon Triathlon     | Issy triathlon          | Montluçon triathlon     | Les Tritons Meldois          |
| 2020  | Sables Vendée                | Team Noyon Triathlon         | ESM Gonfreville l'Orcher | Montluçon Triathlon     | Stade Français          | Issy Triathlon               |
| 2021  | ESM Gonfreville l'Orcher     | Team Noyon Triathlon         | Sables Vendée            | Les Tritons Meldois     | Pontivy Triathlon       | Montluçon Triathlon          |
| 2022  | Team Noyon Triathlon         | Les Tritons Meldois          | Evreux A.C. Triathlon    | Les Tritons Meldois     | US Palaiseau Triathlon  | Lys Calais Triathlon         |
| 2023  | ESM Gonfreville l'Orcher     | Les Tritons Meldois          | Team Noyon Triathlon     | Les Tritons Meldois     | ASPTT Strasbourg Tri    | Stade français               |
| 2024  | Evreux A.C. Triathlon        | Les Tritons Meldois          | ESM Gonfreville l'Orcher | Les Tritons Meldois     | Gravelines triathlon    | Lys Calais Triathlon         |